# Arkady Rovner

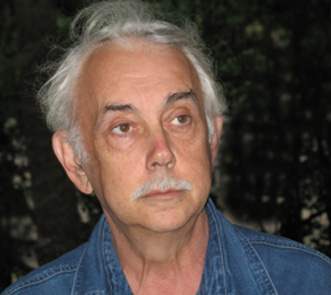
Arkady Rovner

Arkady Rovner (russisch Аркадий Борисович Ровнер; Transkription Arkadi Borissowitsch Rowner; * 28. Januar 1940 in Odessa; † vor oder am 27. Dezember 2019 in den USA) war ein russischstämmiger US-amerikanischer Schriftsteller und Philosoph.

## Leben
Rovner entstammt einer jüdischen Familie. Seine Jugend verbrachte er in Tiflis, Georgien. Er studierte bis 1965 Philosophie an der Lomonossow-Universität in Moskau. Im gleichen Jahr wurde er in die Lehren von Gurdjieff, den sogenannten Vierten Weg, eingewiesen, die er seitdem vertritt.
1974 emigrierte er in die USA. Dort studierte er im Doktorandenprogramm der Columbia University und des Union Theological Seminary in the City of New York. Danach unterrichtete er Weltreligionen und Moderne Mystik an der New York University, New School for Social Research und State University of New York. Von 1974 bis 1984 stand er im Austausch mit Lord Pentland. 1980 reiste er nach London und Paris und interviewte Michel de Salzmann, P. L. Travers und Basil Tilley. In den 90er Jahren wurde er durch seine Vorlesung Fools of Many Lands (u. a. Noach, Mohammed, Sokrates, Pythagoras, Nasreddin und Georges I. Gurdjieff) den breiten Massen bekannt. 
1994 siedelte er zurück nach Russland, wo er Professor an der Russian State Humanitarian University in Moskau wurde. 2001 gründete er das Institute for the Cultivation of Inner States (ICIS). Er war Autor von 16 Büchern und Editor von zwei Enzyklopädien.
Sein Sohn ist der Komponist und Musikkritiker Anton Rovner (* 1970).

## Werke
- The Third Culture (1998)
- Merry Madmen (1997, 2001)
- The School of Inner States (1999)
- Gurdjieff and Ouspensky (2001, 2006)